# Coup d'État de 1964 au Gabon
Le coup d'État de 1964 au Gabon se déroule entre le 17 et le 20 février 1964 à l'initiative de militaires gabonais qui se dressent contre le président Léon Mba. Avant ce coup d'État, le Gabon était considéré comme l'un des pays africains les plus stables du point de vue politique. Le coup d'État est consécutif à la dissolution de l'Assemblée nationale par Léon Mba, le 21 janvier 1964.
Dans la nuit du 17 au 18 février 1964, aux environs de cinq heures du matin, cent cinquante militaires gabonais, dirigés par les lieutenants Jacques Mombo et Valère Essone, arrêtent, sans tirer un coup de feu, le président de la République, le président de l’Assemblée nationale, Louis Bigmann, et plusieurs ministres. Sur les ondes de Radio Libreville, les militaires demandent à la population de rester calme et assurent que la politique étrangère pro-française sera poursuivie. Un gouvernement provisoire est constitué et le député Jean-Hilaire Aubame, principal opposant à Léon Mba, est déclaré président. Dans le même temps, le président destitué est envoyé à Lambaréné, à 250 kilomètres de la capitale, Libreville. Il n'y a pas de soulèvement ni de réaction particulière de la population à l'annonce des événements, ce que les militaires interprètent comme une approbation.
Après avoir été informé par le chef de cabinet du président, Albert-Bernard Bongo, le président français, Charles de Gaulle, décide de restaurer le gouvernement Mba, en application d'un traité de 1960 signé entre les deux pays au moment de l'indépendance du Gabon.
Deux compagnies de parachutistes français dont la Compagnie autonome de parachutistes d'infanterie de Marine (CAPIMa), aérotransportée sur Libreville, prend d'assaut, le 19 février, le camp de la Baraka, où s'étaient retranchés les rebelles, au prix d'un tué et trois blessés dans ses rangs. Cette action a été décisive pour la libération du président Mba deux jours plus tard. 
Le gouvernement provisoire est renversé et Mba redevient président. Après cela, Mba emprisonne plus de cent cinquante de ses opposants, n'appliquant pas le « pardon et la pitié » mais plutôt la « punition sans merci ». Jean-Hilaire Aubame écope d'une peine de dix ans de travaux forcés et d'un exil de même durée ; il sera libéré en 1972. Après ces événements, le président Mba, vieillissant, vit en reclus dans son palais présidentiel protégé par les militaires français. Il meurt d'un cancer trois ans plus tard, le 28 novembre 1967.

## Contexte

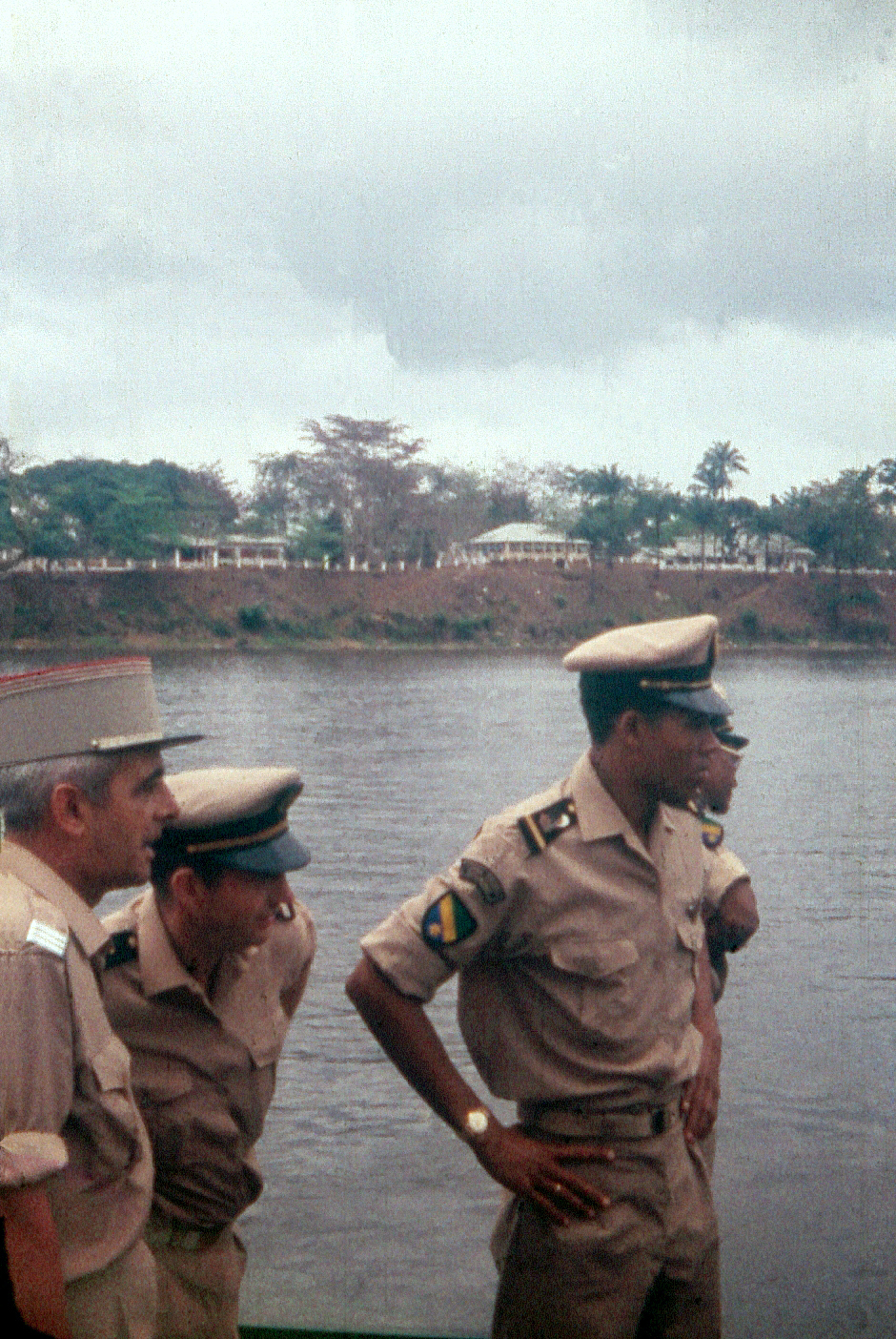
Officiers français et gabonais en 1959.

Le Gabon avait obtenu son indépendance de la France le 17 août 1960. Dès cette époque, le pays avait un niveau de vie relativement élevé et était considéré comme un des pays les plus stables d'Afrique, tant politiquement qu'économiquement. Au moment du coup d'État, le revenu annuel par habitant était estimé à 200 US$ et il faisait partie des quelques pays d'Afrique ayant une balance commerciale excédentaire, avec des exportations dépassant de 30 % ses importations. En 1964, le pays faisait partie des plus gros producteurs d'uranium et de manganèse d'Afrique francophone — outre le pétrole, le fer et le bois —, ce qui autorisa le journal américain Time à suggérer que ce fut une des raisons pour laquelle la France intervint.
Léon Mba était l'un des plus loyaux alliés de la France en Afrique, même après l'indépendance. La France maintint au Gabon, jusqu'en 1987, six cents parachutistes et une unité aérienne dotée de Mirages V et de Jaguars au camp de Gaulle, près de Libreville, en guise d'avertissement en direction d'éventuels putschistes. À l'occasion d'une visite en France en 1961, Léon Mba avait prononcé la fameuse phrase : « Tout Gabonais a deux patries, la France et le Gabon. ». Les Européens le traitaient d'une manière particulièrement amicale. Le journaliste français Pierre Péan prétend que Léon Mba avait secrètement œuvré pour empêcher l'indépendance du Gabon ; il aurait préféré que le pays devienne un territoire français d'outre-mer. Péan écrivit : « Le Gabon est un cas extrême, frôlant la caricature, de néo-colonialisme. »
Léon Mba aspirait à établir une démocratie au Gabon, ce qui, croyait-il, était nécessaire pour attirer les investisseurs étrangers. Dans le même temps, il essayait de concilier les impératifs de la démocratie avec ceux d'un gouvernement fort et cohérent. En pratique, cependant, il montrait trop de faiblesse dans la réalisation de son projet — il était surnommé « le vieux » ou  « le patron » — pour avoir un haut degré d'autorité. Le 21 février 1961, une nouvelle constitution fut unanimement adoptée, instaurant un régime « hyper-présidentiel ». À ce moment, Léon Mba eut les pleins pouvoirs exécutifs ; il pouvait nommer les ministres aux fonctions et responsabilités qu'il avait décidées ; il pouvait dissoudre l'Assemblée nationale ou choisir de prolonger son mandat de cinq ans ; il pouvait déclarer l'état d'urgence en cas de besoin (pour ce dernier point, néanmoins, il était censé consulter la population par référendum). Cela était similaire à la constitution adoptée pour Fulbert Youlou, premier président de la République du Congo, à peu près à la même époque. Un rapport des services secrets français résumait ainsi la situation : « Se voulant et se croyant sincèrement démocrate, au point qu’aucune accusation ne l’irrite davantage que celle d’être un dictateur, il n’en a pas moins eu de cesse qu’il n’ait fait voter une constitution lui accordant pratiquement tous les pouvoirs et réduisant le parlement au rôle d’un décor coûteux que l’on escamote même en cas de besoin. »
Le principal opposant politique à Léon Mba était Jean-Hilaire Aubame, son demi-frère et ancien protégé. Léon Mba était soutenu par les forestiers français tandis que Jean-Hilaire Aubame l'était par l'Église catholique et l'administration française. Aubame, député d'opposition UDSG (Union démocratique et sociale gabonaise) à l'Assemblée nationale, avait quelques divergences idéologiques de fond avec le mouvement dirigé par Léon Mba, le BDG (Bloc démocratique gabonais). Cela concernait le fait de diminuer la dépendance économique à l'égard de la France et une volonté d'« africanisation » rapide des postes politiques occupés par des Français. Cependant, la nouvelle constitution et l'Union nationale (une union politique fondée en commun) suspendit la querelle entre Léon Mba et Jean-Hilaire Aubame de 1961 à 1963. Malgré cela, les troubles politiques gagnèrent la population et beaucoup d'étudiants manifestèrent contre les fréquentes dissolutions de l'Assemblée nationale et le climat politique du pays. Le président n'hésitait pas à appliquer lui-même la loi ; il frappait, avec une chicotte, les citoyens qui ne lui montraient pas suffisamment de respect, y compris les passants qui omettaient de le saluer.
Jean-Hilaire Aubame fut ministre des Affaires étrangères dans la coalition gouvernementale mais, au début de 1963, il fut exclu du cabinet pour avoir refusé de créer un parti unique. Pour évincer Jean-Hilaire Aubame de son siège de député, Léon Mba le nomma, le 25 février, Président de la cour suprême, un poste pratiquement sans pouvoir,. Les partisans de Mba tentèrent de faire promulguer une loi stipulant qu'un membre du parlement ne pouvait tenir un poste gouvernemental. Le président déclara qu'Aubame avait démissionné de l'Assemblée nationale, arguant de l'incompatibilité des fonctions. Ce dernier, cependant, démissionna, de façon inattendue, de la cour suprême, le 10 janvier 1964, compliquant ainsi les choses pour Léon Mba. Dans un accès de colère, ce dernier décréta la dissolution de l'Assemblée nationale le 21 janvier 1964. Le New York Times spécula sur le fait que cela était dû au fait qu'elle ne l'avait pas soutenu dans sa volonté d'évincer Jean-Hilaire Aubame.
Le contexte électoral fut modifié, les 67 districts électoraux se trouvèrent réduits à 47. Léon Mba disqualifia Jean-Hilaire Aubame en annonçant que tous ceux qui avaient tenu récemment un poste étaient exclus. Tous les partis devaient obligatoirement présenter 47 candidats qui devaient payer, chacun, l'équivalent de 160 US$, ou, sinon, ne pouvaient pas présenter de candidats du tout. Sans compter les dépenses de campagne, cela représentait près de 7 500 US$. L'idée de Léon Mba était qu'il n'existait aucun parti, autre que le sien, ayant assez d'argent pour cela. En réponse, l'opposition annonça qu'elle refusait de participer à des élections qu'elle considérait comme malhonnêtes.

## Planification
On sait peu de choses sur l'organisation du coup d'État. Comme il n'y eut pas de manifestations après la dissolution de l'Assemblée nationale, le putsch pourrait ainsi être considéré comme une « révolution de palais ». L'édition 1964-1965 des Adelphi Papers (publication de l'International Institute for Strategic Studies) prétend que la présence continue de jeunes officiers français au Gabon aurait pu être une source d'inspiration. Avant l'indépendance, une grande partie des hommes de l'armée gabonaise avait servi dans l'armée française, où ils étaient payés modestement. Comme nombre de leurs compatriotes, ils étaient mécontents des actions de Léon Mba à l'encontre de Jean-Hilaire Aubame, ce qui est une cause probable de leur implication.
L'ambassadeur américain au Gabon, Charles Darlington, suggère que les comploteurs avaient essayé d'imiter le colonel Christophe Soglo. Ce dernier, officier de l'armée de la République du Dahomey (aujourd'hui le Bénin), avait déposé le président Hubert Maga en octobre 1963, avait gouverné pendant quelques mois, puis avait démissionné en janvier 1964, permettant l'organisation d'élections démocratiques. Les comploteurs n’avaient apparemment pas envisagé l'intervention française et n'avaient pas fait de démarches pour prévenir la France. Ils auraient monté des manifestations leur permettant d'affirmer avoir un soutien populaire, quoique le porte-parole des putschistes, le sous-lieutenant Daniel Mbene, ait justifié le coup d'État en prétendant, dans une émission de radio, que l'armée devait agir pour éviter des « manifestations incontrôlables qui auraient été difficiles à arrêter ».
Il est improbable que Jean-Hilaire Aubame ait participé à la planification du coup d'État. Il semble qu'il ait rejoint l'opération après avoir été « recruté » par le nouveau gouvernement. Son neveu, Pierre Eyeguet, ancien ambassadeur au Royaume-Uni, a peut-être eu vent de l'intrigue avant son oncle, et aurait pu la lui signaler, même si on ne sait pas si Jean-Hilaire Aubame a eu, ou non, des contacts avec les comploteurs.
Le lieutenant Valère Essone ne se décida à participer que le 17 février. Ce fut une décision importante car il dirigeait la première compagnie de l'armée gabonaise, où servaient les autres officiers impliqués. Il semble que, à cette date, il demanda à ses troupes de pratiquer des manœuvres de nuit. Le même jour, le président Mba fut informé par son chef de cabinet, Albert-Bernard Bongo (devenu plus tard Omar Bongo), que le nombre de soldats déployés à Libreville était anormalement élevé. Le président ne tint apparemment pas compte de cette information.

## Déroulement

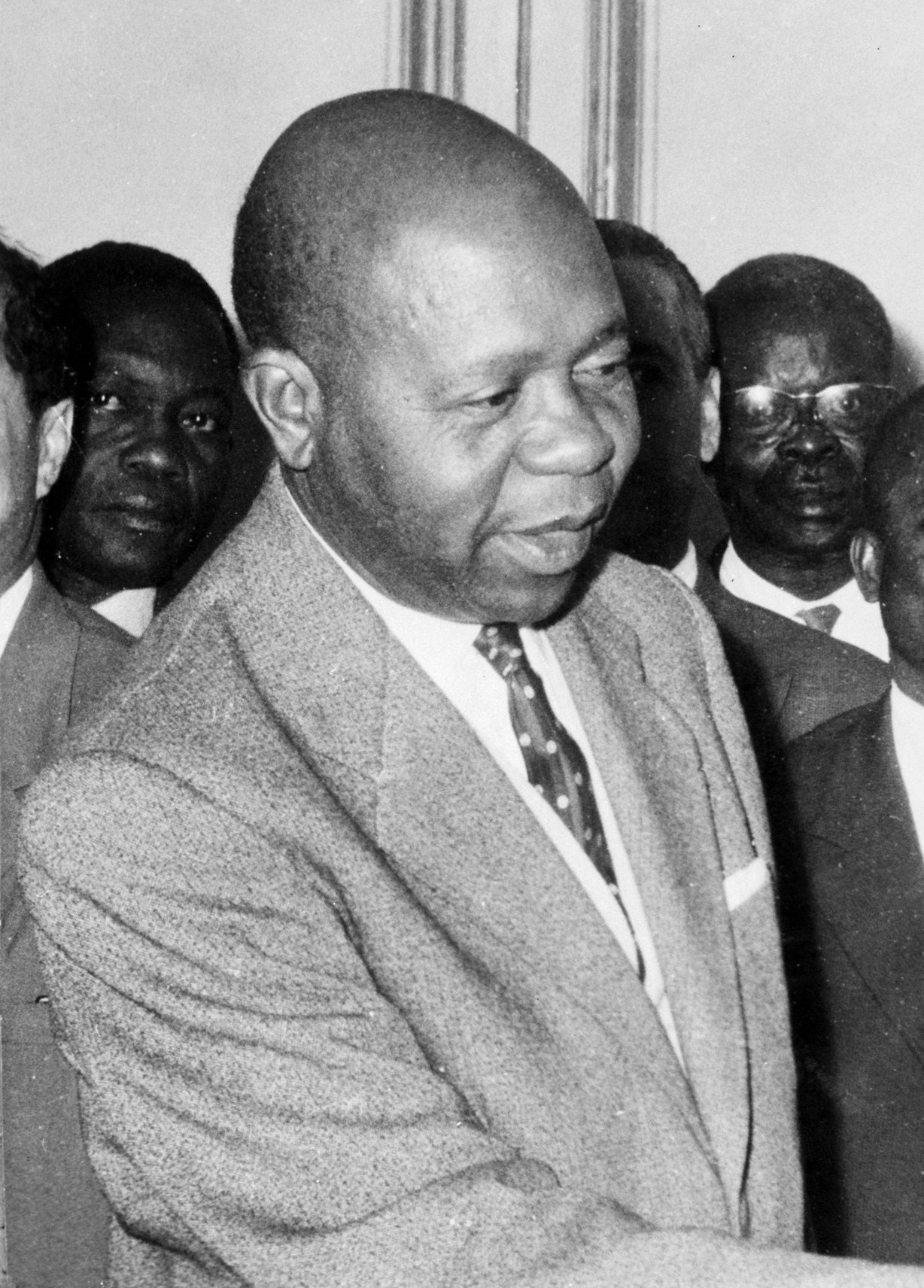
Léon Mba en 1964.

Dans la nuit du 17 février et au petit matin du 18 février 1964, cent cinquante militaires, gendarmes et policiers gabonais, dirigés par les lieutenants Jacques Mombo et Valère Essone, investirent le palais présidentiel. Les gendarmes de service expliquèrent qu'il s'agissait d'un exercice. Cependant, durant « l'exercice », les lieutenants traînèrent le président hors de son lit à la pointe de leurs fusils. Albert-Bernard Bongo entendit le bruit et téléphona au président de l'Assemblée nationale, Louis Bigmann, pour lui demander ce qui se passait. Louis Bigmann se présenta aux portes du palais présidentiel et s'adressa aux rebelles pour leur poser la même question. Les rebelles ouvrirent les portes et s'emparèrent de lui. Les putschistes arrêtèrent ensuite tous les membres du cabinet, sauf le respecté André Gustave Anguilé. Les comploteurs le laissèrent libre, espérant qu'il se rallierait à eux, mais, avant midi, il demanda à être, lui aussi, arrêté. Joseph Ngoua, le ministre des Affaires étrangères, fut malgré tout en mesure d'informer l'ambassade française avant d'être arrêté.
Les insurgés, se qualifiant eux-mêmes de « comité révolutionnaire », se dispersèrent stratégiquement dans la capitale gabonaise durant la nuit. Ils fermèrent l'aéroport et se rendirent maîtres de la poste et de la station de radio. Sur Radio Libreville, les militaires annoncèrent le coup d'État et demandèrent à « l'assistance technique » française de ne pas intervenir, disant que ce serait une violation de leur souveraineté,. Ils firent une déclaration toutes les demi-heures, promettant que « les libertés publiques [seraient] restaurées et tous les prisonniers politiques libérés, ». Ils décrétèrent en outre la fermeture des écoles et des entreprises. Léon Mba reconnut sa défaite à la radio ; cédant aux ordres de ses ravisseurs, il fut obligé de déclarer : « Le jour J est arrivé, les injustices ont dépassé la mesure, ce peuple est patient, mais sa patience a des limites… il est arrivé à bout. »
Durant les événements, aucun coup de feu ne fut tiré. Il n'y eut pas de violente réaction publique, ce qui, pour les militaires, était un signe d'approbation. Un gouvernement provisoire fut constitué, composé de politiciens civils de l'UDSG et du BDG, tels que Philippe Ndong, éditeur de la revue littéraire « Réalités Gabonaises », le docteur Éloi Chambrier, le premier pédiatre gabonais, Philippe Maury, un acteur célèbre ainsi que le fonctionnaire Paul Gondjout. Le sous-lieutenant Daniel Mbene affirma que le gouvernement n'inclurait aucun membre du gouvernement Mba. Il déclara que la politique étrangère pro-française resterait inchangée et que le lieutenant Jacques Mombo superviserait le gouvernement jusqu'à ce que la présidence soit confiée à Jean-Hilaire Aubame,. Les comploteurs, pour la plupart de jeunes officiers vivant en caserne, se contentèrent d'assurer la sécurité des civils, leur demandant de rester calmes et de ne blesser personne. Les officiers supérieurs n'intervinrent pas ; ils restèrent dans leurs « agréables demeures ».
Jean-Hilaire Aubame n'était pas au courant du coup d'État jusqu'à ce que l'ambassadeur français, Paul Cousseran, l’appelle au téléphone environ une demi-heure après le lever du soleil. Cousseran avait été réveillé par les bruits de la rue et était allé voir ce qui se passait. Aubame répondit qu'il cherchait à savoir pourquoi il n'y avait plus de gouvernement dans la mesure où Cousseran ne mentionna jamais directement le coup d'État. Dans le courant de la matinée, une voiture transportant le comité révolutionnaire arriva à la résidence d'Aubame et le conduisit aux bureaux du gouvernement car il venait d'être nommé président.
Le sous-lieutenant Ndo Edou donna des instructions pour que Léon Mba soit transféré à Ndjolé, fief électoral de Jean-Hilaire Aubame. Mais, en raison de pluies violentes, le président déchu et ses ravisseurs se réfugièrent dans un village dont le nom est resté inconnu. Le matin suivant, ils décidèrent de suivre la route, plus praticable, menant à Lambaréné ; ils y laissèrent le président déchu. Quelques heures plus tard, ils étaient revenus à Libreville.

## Intervention française
Les autorités françaises reçurent en premier — avant celles envoyées par Paul Cousseran — les informations provenant d'Albert-Bernard Bongo, ce qui lui conféra une certaine réputation auprès d'elles. Le président Charles de Gaulle, sur l'avis de son conseiller pour les affaires africaines, Jacques Foccart, décida de restaurer le gouvernement gabonais légitime, conformément au traité de 1960 qui liait les deux pays et qui, ironiquement, avait été signé par Jean-Hilaire Aubame lorsqu'il était ministre des Affaires étrangères. Jacques Foccart, pour ce qui le concerne, n'avait lancé la riposte que pour protéger les intérêts du groupe pétrolier Elf, qui opérait au Gabon et qui était dirigé par un ami proche. Léon Mba était aussi de ses amis ; David Yates rapporte que Mba appelait Foccart personnellement et qu'ils pouvaient se rencontrer « au pied levé ». Les commentateurs français déclarèrent que, si la France n'était pas intervenue, cela aurait suscité d'autres tentatives. La France s'était abstenue d'intervenir dans les récents coups d'État en République du Dahomey et au Togo, quoiqu'elle y fût défavorable. Le coup d'État au Gabon, cependant, différait en ce qu'il ne bénéficiait pas de l'appui massif de la population. Après le rétablissement de Léon Mba au Gabon, la France intervint militairement en Afrique à peu près tous les deux ans. En 1995, le ministre de la coopération, Jacques Godfrain, expliquait que Paris « interviendra[it] à chaque fois qu'un pouvoir démocratiquement élu sera[it] renversé par un coup d'État s'il [existait] des accords de coopération militaire. »
Peu de temps après la rencontre entre Charles de Gaulle et Jacques Foccart, les commandants français Haulin et Royer furent libérés à la demande de l'ambassade française. Mais l'intervention ne pouvait pas commencer sans une demande formelle du chef d'État gabonais. Dans la mesure où Léon Mba était retenu en otage, les Français contactèrent le vice-président, Paul Marie Yembit, qui n'avait pas été arrêté. À ce moment, Paul Marie Yembit était dans une voiture en compagnie de l'ambassadeur américain Charles Darlington, en route pour Ndendé ; c'était officiellement à l'occasion de l'inauguration d'une école, construite par le Peace Corps non loin de Ndendé, dans le village natal de Yembit, Moussambou,. En conséquence, les Français décidèrent de rédiger une lettre antidatée, que Paul Marie Yembit n'aurait plus eu qu'à signer, pour légitimer l'intervention. Ils envoyèrent la lettre par un petit avion car il n'y avait pas de ponts routiers à cette époque et le seul moyen de traverser les cours d'eau était le ferry. Paul Marie Yembit ne revint pas à Libreville avec l'avion, comme cela était prévu, mais, à la place, il fit une déclaration, probablement rédigée par les autorités françaises, le 18 février, à 8 heures locales, sur les ondes de Radio Libreville. Paul Marie Yembit, pourtant, a affirmé qu'il avait appelé à l'intervention française pendant que les insurgés tenaient Léon Mba en otage. Cette version de l'histoire a été contestée par plusieurs diplomates de la place, car des troupes françaises étaient arrivées avant cet incident allégué.
Moins de vingt-quatre heures après que le président de Gaulle eut été informé, les parachutistes français de la 2e compagnie de combat du 6e Régiment Inter-Armes d’Outre-Mer (6e RIAOM) stationné à Bouar et la CAPIMa à Brazzaville, sous les ordres des généraux René Cogny, et Louis Kergaravat, sont avisés qu'il doivent mettre fin au coup d'État. Cela se produisit avant même la formation du gouvernement provisoire. Maurice Robert et Guy Ponsaillé, qui faisaient partie d'un groupe créé par Foccart pour concevoir l'intervention française, se trouvaient parmi les troupes parachutistes. Ils reçurent de Foccart l'ordre de normaliser la situation le 19 février au matin ou, au plus tard, le lendemain à 10 h 50 locales. Le 18 février, les cinquante premiers soldats français de la Compagnie autonome de parachutistes d'infanterie de Marine (CAPIMa) débarquèrent à l'aéroport international de Libreville,. Les rebelles avaient fermé l’aéroport mais n'avaient pu établir de barrages, ce qui permit aux Français d'atterrir sains et saufs, sous le couvert d'un violent orage. Six cents hommes arrivèrent au cours de la journée.
Parcourant Libreville sans opposition, les troupes françaises s'emparèrent facilement du conseil provisoire ; elles rencontrèrent cependant une résistance lorsqu'elles attaquèrent, entre 5h45 et 8h sous une pluie diluvienne, la base militaire Baraka, à Lambaréné où elles pensaient que Léon M'ba était emprisonné,,. Apprenant l'attaque imminente, Jean-Hilaire Aubame appela Paul Cousseran pour lui demander ce qui se passait. Ce dernier éluda la question et demanda que Léon Mba soit relâché sain et sauf. Après avoir reçu la fausse information que le gouvernement français n'avait pas l'intention de restaurer le pouvoir de Léon Mba, Jean-Hilaire Aubame envoya un officier pour récupérer le président déchu qui avait été déplacé dans un petit village près de l'hôpital Albert Schweitzer. À l'aube, le 19 février, des MD-315 Flamant français, dont six provenant la base aérienne 173 de Pointe-Noire au Congo, mitraillèrent les rebelles à Baraka, tandis que les troupes au sol attaquaient avec des mitrailleuses et des mortiers. Les rebelles se rendirent rapidement, une fois leurs munitions épuisées et leur commandant, le lieutenant Ndo Edou, fut exécuté. Deux jours plus tard, les Français récupérèrent le président Mba dans le village où il se trouvait.
Avant la fin de la journée, les troupes françaises avaient encerclé tous les bâtiments publics de Libreville. Peu de temps après, Radio Libreville annonça la reddition des forces rebelles. Le général Kergaravat conclut son opération militaire en saluant l'ambassadeur Cousseran tout en déclarant « mission accomplie ». Au cours de l'opération, un soldat français de la CAPIMa, Serge Arnaud, fut tué et cinq autres soldats blessés dont trois à la CAPIMa). De leur côté, les insurgés gabonais eurent dix-neuf tués, quinze blessés prisonniers et quatre-vingt onze prisonniers,. Des sources non-officielles avancèrent le nombre de deux soldats français et vingt-cinq insurgés tués ainsi que quatre Français et quarante Gabonais blessés. Le nombre de victimes civiles est resté inconnu, mais il est probablement élevé, les toits de chaume ne protégeant pas des tirs aériens.

## Conséquences

### Conséquences immédiates et émeutes

L'ambassade des États-Unis à Libreville.

L'intervention française fut ouvertement applaudie par la République centrafricaine, le Tchad, la Côte d'Ivoire, Madagascar, le Niger et la Haute-Volta (actuel Burkina Faso). La France ne fut que très peu critiquée en Afrique, si ce n'est au travers d'une réaction du Dahomey (actuel Bénin) et de la République démocratique du Congo. Le sujet ne fut pas abordé à la réunion du Conseil des Ministres de l'OUA, qui se tint du 24 au 29 février à Lagos. Le mouvement révolutionnaire en Afrique régressa après ces événements. 
Léon Mba était retourné à Libreville le 21 février. Peu après son arrivée, le couvre-feu à 22 heures, instauré par les Français, fut levé et quelques magasins rouvrirent. Des escouades de fonctionnaires, surnommés « les gorilles », parcoururent les rues de Libreville et arrêtèrent tous les opposants présumés. Après sa réinstallation, Léon Mba refusa de croire que le putsch avait été monté contre son régime ; il préférait croire qu'il s’agissait d'une conspiration contre l'État. Néanmoins, il licencia tous les soldats et entreprit de recruter de nouveaux personnels.
Le 1er mars, des manifestations anti-gouvernementales commencèrent, aux cris de « Léon Mba, président des Français ! », appelant à la fin de la « dictature ». Elle démarrèrent à Libreville puis s'étendirent à Port-Gentil et Ndendé et durèrent jusqu'à l'été. Lorsque mille manifestants pro-gouvernementaux répondirent en criant « Vive Léon Mba » devant le palais présidentiel, ils furent attaqués par les « dissidents ». Les manifestants pro-Mba exhibèrent l'opposante Martine Oyane, dénudée de force après son arrestation, battue, traînée nue dans les rues et forcée à crier « Vive Léon Mba ». À l'acmé des manifestations, 3 à 4 000 Gabonais protestaient dans le centre de Libreville. Les protestataires tournèrent également leur colère contre les Français du Gabon, caillassant une trentaine de voitures leur appartenant en chantant « rentrez à la maison (go home ?) ». Les Français répondirent à ces incidents à coups de crosse et de jets de grenades. La foule, à son tour, répondit par des jets de pierres et de bouteilles mais fut refoulée en peu de temps. On n'a pas rapporté qu'il y eut des blessés quoique la police gabonaise ait eu pour ordre de tirer à vue.

### Allégations quant à l'implication des États-Unis
Quelques Gabonais considérèrent, à tort, que les États-Unis étaient impliqués dans le coup d'État. Le magazine Time prétendit que les autorités françaises contribuèrent à diffuser la rumeur d'une implication américaine au point que certaines stations-service refusèrent de servir les Américains. Après que William F. Courtney, directeur-adjoint de l'ambassade des États-Unis, eut reçu un coup de téléphone d'un homme déclarant s'appeler « Dupond », qui l'informait d'une attaque imminente, une grenade à main explosa à l'extérieur de l'ambassade. L'explosion, qui eut lieu à une heure où le bâtiment était clos, le 3 mars, endommagea l'enseigne ainsi que deux fenêtres.
Après cette explosion, l'ambassade reçut des appels téléphoniques menaçants. Une seconde bombe explosa deux nuits plus tard, sans causer de dommages. Une fusillade, au cours de laquelle au moins cinq cartouches de chevrotine de calibre 12 furent tirées, cribla les fenêtres du deuxième étage d'au moins trente impacts. Il semblerait que les auteurs aient été des Français, car les Gabonais ne disposaient pas de grenades. Après la seconde explosion, une voiture contenant cinq hommes blancs avaient été aperçue sur la route du front de mer, déserte à ce moment. À l'époque, les Français étaient quasiment les seuls blancs au Gabon.
Deux policiers gabonais furent assignés à la protection du bâtiment et Léon Mba diligenta une enquête sur ces explosions. Il dénonça aussi les allégations à l’encontre des Américains, disant « Rien ne permet de penser que les États-Unis ont joué un rôle dans les récents événements. Cependant, les relations d'amitié qui existent entre des membres de l'ambassade des États-Unis et quelques-uns des politiciens qui ont participé à la rébellion ont pu en donner l'impression, impression que je ne partage pas. »
La plupart des attaques contre les Américains visaient personnellement l'ambassadeur Darlington. Son fils Christopher et lui furent atteints  par une grenade, en juillet, qui n'explosa pas. L'ambassadeur démissionna de son poste le 26 juillet. Il ne fut remplacé que le 14 août 1965 par David M. Bane.

### Élections de 1964
En dépit de ces incidents, les élections législatives, planifiées avant le coup d'État, eurent lieu en avril 1964. Elles devaient, à l'origine, se tenir le 23 février ; mais, après la dissolution de l'Assemblée nationale, elles avaient été repoussées au 12 avril. Sur l'insistance des Français, Léon Mba autorisa l'opposition à présenter des candidats, car, selon cette même opposition, l'interdiction de facto dont elle avait été victime auparavant était la cause première du coup d'État. Cependant, les leaders de l'opposition ne purent y participer en raison de leur implication dans les événements, les organisateurs reconnus ayant été exilés dans des régions éloignées. En outre, Léon Mba était connu pour avoir soudoyé des électeurs avec de l'argent liquide.
La France suivit de près les élections, expulsant un enseignant du Peace Corps. L'UDSG disparut de la scène politique et l'opposition à Léon Mba resta composée de partis sans envergure nationale qui n'existaient qu'au travers de plates-formes politiques régionales ou pro-démocratiques. Néanmoins, l'opposition engrangea 46 % des votes et 16 des 47 sièges de l'Assemblée, tandis que le BDG récupérait 54 % des votes et 31 sièges. L'opposition contesta ces résultats et lança des grèves partout dans le pays, mais elles n'eurent aucun impact significatif.

### Procès de Lambaréné et fin du mandat de Léon Mba

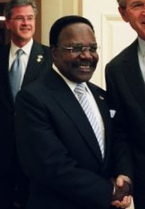
Omar Bongo en 2004.

Jean-Hilaire Aubame et Paul Gondjout s'enfuirent de Libreville mais furent capturés avant le 20 février. La plupart des autres rebelles trouvèrent refuge à l'ambassade américaine mais ils furent retrouvés et emprisonnés. Au mois d'août 1964, le procès des rebelles et des membres du gouvernement provisoire débuta à Lambaréné. Un « état de précaution » y fut instauré, qui décrétait que les autorités locales gardaient sous surveillance les fauteurs de troubles et, si nécessaire, pouvaient prononcer un couvre-feu, tandis que des permis spéciaux étaient requis pour circuler dans la ville. Le procès se tint dans une école qui surplombait l'Ogooué, près de l'hôpital Albert-Schweitzer. La salle d'audience était petite et le public ne fut pas autorisé à assister aux audiences. Des permis étaient nécessaires pour assister au procès et les membres des familles ne pouvaient en détenir qu'un seul. La couverture par la presse était limitée et les journalistes n'étaient accrédités que s’ils représentaient une agence de presse réputée. De plus, il y avait des restrictions concernant la défense des accusés.
L'accusation appela 64 témoins. Valère Essone, Daniel Mbene et Jean-Hilaire Aubame déclarèrent que leur implication dans le coup d'État était due au manque de développement de l'armée gabonaise. Le juge Léon Augé déclara à son tour que si « ceci est la seule raison qui justifie votre coup d'État, vous méritez une peine sévère. » Valère Essone déclara que presque tous les officiers gabonais avaient connaissance d'un coup d'État imminent tandis que Jean-Hilaire Aubame affirma n'avoir pas participé à sa planification. D'après lui, il avait formé le gouvernement provisoire de manière constitutionnelle, à la demande de certains des putschistes. Il estima que l'intervention française était effectivement un acte illégal d'ingérence, une affirmation partagée par Paul Gondjout et l'ancien ministre de l'Éducation Jean-Marc Ekoh, qui avait le titre de ministre des Affaires étrangères dans le gouvernement provisoire. L'acteur Philippe Maury déclara que ce devrait être aux troupes françaises d'être jugées, pas lui ni ses camarades : « Si nous avions été en mesure de mettre en place quelques soldats gabonais de plus face aux Français, nous aurions gagné – et nous ne serions pas là aujourd'hui. »
Le 9 septembre, sans consulter Léon Mba, Léon Augé acquitta Jean-Marc Ekoh et Paul Gondjout ; la peine maximale encourue était la peine de mort. Jean-Hilaire Aubame fut condamné à dix ans de travaux forcés et à dix ans d'exil sur une île au large de Setté Cama, à 160 kilomètres de la côte, car il fut considéré comme le plus coupable de tous les accusés,. Il n'avait pas été particulièrement populaire durant sa carrière politique, mais, d'après le Time, son arrestation lui conféra une dimension héroïque aux yeux d'un public cultivé. Pendant qu'il purgeait sa peine de travaux forcés, il était régulièrement battu par les gardiens. Outre Aubame, Léon Mba fit emprisonner plus de cent cinquante de ses opposants. La plupart d'entre eux furent condamnés à des peines allant jusqu'à vingt ans de travaux forcés. Cela incluait les deux officiers et le neveu d'Aubame, Pierre Eyeguet, ancien ambassadeur auprès du Royaume-Uni. L'acteur Philippe Maury et le docteur Éloi Chambrier furent condamnés chacun à dix ans d'emprisonnement. Alors que Léon Mba avait appelé à la paix le 18 février, au lieu d'appliquer le « pardon et la pitié », il pratiqua plutôt la « punition sans merci ».
Deux ans après le coup d'État, il existait encore une répression ouverte à l'encontre des dissidents. À la suite de ces événements, Léon Mba se transforma en reclus, cloîtré dans son palais présidentiel protégé par des soldats français, surnommés le « clan des Gabonais ». Paul Marie Yembit lui-même n'était pas auprès de lui, mais les amis de Jacques Foccart, Maurice Robert et Guy Ponsaillé, eux, n'étaient, selon Pierre Péan, jamais loin et prodiguaient conseils et avis au président vieillissant. Léon Mba fut, néanmoins, toujours convaincu qu'il était populaire. Trois ans après les événements, on lui diagnostiqua un cancer et il mourut le 28 novembre 1967,. Après la mort de Mba, ce fut Albert-Bernard Bongo, soutenu par les Français, qui lui succéda comme président. Il relâcha Jean-Hilaire Aubame en 1972.